# Jaime Canalejo
Artikeln följer den spanska namnseden; faderns efternamn är Canalejo och moderns efternamn Pazos.
Jaime Canalejo Pazos, född 25 november 1991, är en spansk roddare.

## Karriär
I juni 2019 vid EM i Luzern tog Canalejo brons tillsammans med Javier García i tvåa utan styrman. I juli 2021 tävlade Canalejo för Spanien vid OS i Tokyo, där han slutade på sjätte plats tillsammans med Javier García i tvåa utan styrman.
I augusti 2022 vid EM i München tog Canalejo brons tillsammans med Javier García i tvåa utan styrman. Följande månad vid VM i Račice tog de silver tillsammans i tvåa utan styrman. I maj 2023 vid EM i Bled tog Canalejo sitt tredje EM-brons tillsammans med Javier García i tvåa utan styrman.
Vid olympiska sommarspelen 2024 i Paris slutade Canalejo på femte plats tillsammans med Javier García i tvåa utan styrman. Vid EM 2025 i Plovdiv tog han sitt fjärde EM-brons i tvåa utan styrman tillsammans med Javier García.